# Abbotsford (circonscription fédérale)
Pour les articles homonymes, voir Abbotsford.
Circonscription électorale fédérale du Canada
Abbotsford est une ancienne circonscription électorale fédérale canadienne dans la province de la Colombie-Britannique, représentée de 2004 à 2025. 
La circonscription incluait les villes d'Abbotsford et de Fraser Valley, ainsi que les réserves amérindiennes de Matsqui Main et d'Upper Sumas..
Les circonscriptions limitrophes étaient Chilliwack—Hope, Mission—Matsqui—Fraser Canyon et Langley—Aldergrove.
Le dernier député est le conservateur Ed Fast.

## Résultats électoraux
|       | Candidat        | Parti              | # de voix | % des voix |
|       | (X) Ed Fast     | Conservateur       | +23 229,  | 48,38 %    |
|       | Peter Njenga    | Libéral            | +15 777,  | 32,86 %    |
|       | Jennifer Martel | NPD                | +06 593,  | 13,73 %    |
|       | Stephen Fowler  | Vert               | +02 416,  | 5,03 %     |
|       | David MacKay    | Marxiste-léniniste | à venir   | à venir    |
| Total | Total           | Total              | 48 015    | 100 %      |

|       | Candidat          | Parti              | # de voix | % des voix |
|       | (x) Ed Fast       | Conservateur       | +32 493,  | 65,02 %    |
|       | Madeleine Hardin  | Libéral            | +04 968,  | 9,94 %     |
|       | David Alan Murray | NPD                | +10 089,  | 20,19 %    |
|       | Daniel Bryce      | Vert               | +02 138,  | 4,28 %     |
|       | David MacKay      | Marxiste-léniniste | +00286,   | 0,57 %     |
| Total | Total             | Total              | 49 974    | 100 %      |

|       | Candidat        | Parti        | # de voix | % des voix |
|       | Ed Fast         | Conservateur | +30 854,  | 63,32 %    |
|       | Lionel Traverse | Libéral      | +07 933,  | 16,28 %    |
|       | Bonnie Rai      | NPD          | +06 443,  | 13,22 %    |
|       | Karen Durant    | Vert         | +03 138,  | 6,44 %     |
|       | Tim Felger      | Marijuana    | +00358,   | 0,73 %     |
| Total | Total           | Total        | 48 726    | 100 %      |

|       | Candidat               | Parti              | # de voix | % des voix |
|       | Ed Fast                | Conservateur       | 29 625    | 63,12 %    |
|       | David Oliver           | Libéral            | 5 976     | 12,73 %    |
|       | Jeffrey Hansen-Carlson | NPD                | 8 004     | 17,05 %    |
|       | Stephanie Ashley-Pryce | Vert               | 2 740     | 5,84 %     |
|       | Tim Felger             | Marijuana          | 334       | 0,71 %     |
|       | David S. MacKay        | Marxiste-léniniste | 86        | 0,18 %     |
|       | Richard Gebert         | Action canadienne  | 173       | 0,37 %     |
| Total | Total                  | Total              | 46 938    | 100 %      |

|       | Candidat         | Parti              | # de voix | % des voix |
|       | Randy White      | Conservateur       | 29 587    | 61,37 %    |
|       | Moe Gill         | Libéral            | 9 617     | 19,95 %    |
|       | Scott Fast       | NPD                | 6 575     | 13,64 %    |
|       | Karl Hann        | Vert               | 1 389     | 2,88 %     |
|       | Harold J. Ludwig | Héritage           | 585       | 1,21 %     |
|       | Tim Felger       | Marijuana          | 404       | 0,84 %     |
|       | David S. MacKay  | Marxiste-léniniste | 51        | 0,11 %     |
| Total | Total            | Total              | 48 208    | 100 %      |

## Historique
La circonscription d'Abbotsford a été créée en 2003 avec des parties de Fraser Canyon et Langley—Abbotsford. À la suite du redécoupage de la carte électorale de 2022, Abbotsford est abolie et son territoire réparti dans les nouvelles circonscriptions d'Abbotsford—Langley-Sud et Mission—Matsqui—Abbotsford.
| Parlement | Années    | Membre | Membre      | Parti        |
| --------- | --------- | ------ | ----------- | ------------ |
| 38e       | 2004–2006 |        | Randy White | Conservateur |
| 39e       | 2006–2008 |        | Ed Fast     | Conservateur |
| 40e       | 2008–2011 |        | Ed Fast     | Conservateur |
| 41e       | 2011–2015 |        | Ed Fast     | Conservateur |
| 42e       | 2015–2019 |        | Ed Fast     | Conservateur |
| 43e       | 2019–2021 |        | Ed Fast     | Conservateur |
| 44e       | 2021–2025 |        | Ed Fast     | Conservateur |